# Pusti Gradec
Pústi Grádec je naselje v Sloveniji, ki leži ob reki Lahinji v Beli Krajini.

## Zgodovina
Naravni polotok, na katerem je danes cerkev Vseh svetnikov, je bil naseljen že v prazgodovini in antiki. Cerkev stoji na prazgodovinskem gradišču.

## Geografija
Povprečna nadmorska višina naselja je 158 m. Leži na območju krajinskega parka Lahinja.
Pomembnejša bližnja naselja so: Dragatuš (1 km) in Črnomelj (9 km).

## Objekti v vasi
- V vasi se nahaja cerkev Vseh svetnikov iz 17. stoletja, ki stoji na polotoku, ki ga oklepa Lahinja. Na portalu cerkve lahko preberemo, da je bil donator cerkve  M. Plasman leta 1638 (kdaj so cerkev dejansko zgradili ni znano).
- Ogledamo si lahko mlin na vodni pogon, žago venecijanko in tudi nekaj naključno najdenih arheoloških predmetov, med katerimi je tudi zlatnik Kralja Matjaža.